# John Carlsen
John Carlsen (Vinderød, 31 dicembre 1961) è un ex ciclista su strada danese.
Professionista dal 1988 al 1991, vinse una tappa al Giro d'Italia.

## Carriera
Da dilettante vinse una tappa al Postgirot Open nel 1982 e partecipò alle olimpiadi di Los Angeles 1984 nella cronosquadre. I principali successi da professionista furono una tappa alla Volta a Portugal nel 1988 e una tappa al Giro d'Italia 1989. Partecipò a tre edizioni del Tour de France, due della Vuelta a España, una del Giro d'Italia e due campionati del mondo.

## Palmarès
- 1982 (Dilettanti, una vittoria)

4ª tappa Postgirot Open (Jönköping > Linköping)
- 1988 (Fagor, una vittoria)

1ª tappa Volta a Portugal (Santa Maria da Feira > Águeda)
- 1989 (Fagor, una vittoria)

8ª tappa Giro d'Italia (Roma > Gran Sasso d'Italia)

### Altri successi
- 1985 (Dilettanti, una vittoria)

Nordisk Mesterskab-Campionati nordici, Cronosquadre dilettanti (con Brian Holm, Jack Arvid Olsen e Jesper Skibby)

## Piazzamenti

### Grandi Giri
- Giro d'Italia

1989: 40º
- Tour de France

1989: 53º
1990: ritirato (8ª tappa)
1991: ritirato (13ª tappa)
- Vuelta a España

1988: 105º
1990: ritirato (10ª tappa)

### Competizioni mondiali
- Campionato del mondo su strada

Chambéry 1989 - In linea: ritirato
Stoccarda 1991 - In linea: ritirato
- Giochi olimpici

Los Angeles 1984 - Cronosquadre: 7º